# Gauke Andriesse
Gauke Andriesse (Bloemendaal, 1959) is een Nederlands schrijver.

## Biografie
Andriesse woonde en werkte tien jaar als ontwikkelingseconoom in het Andesgebergte van Ecuador. Sinds 2000 werkt hij voor Cordaid. Hij reist regelmatig naar Afrika om organisaties te ondersteunen die kleine leningen verstrekken aan kleinschalige ondernemers.
Andriesse heeft acht boeken geschreven, deels onder het pseudoniem Felix Weber. Tot stof leverde hem in 2016 zijn tweede Gouden Strop op, de prijs voor misdaadromans die hij in 2011 onder eigen naam won met De handen van Kalman Teller. Ook Dodelijke gelijkenis heeft in 2023 de shortlist van de Gouden Strop bereikt.